# تپه شهر کهنه ۲
تپه شهر کهنه ۲ مربوط به دوران‌های تاریخی پس از اسلام است و در شهرستان زابل، روستای حاجی غلامحسین واقع شده و این اثر در تاریخ ۱۷ اسفند ۱۳۸۱ با شمارهٔ ثبت ۷۷۱۷ به‌عنوان یکی از آثار ملی ایران به ثبت رسیده است.